# Ist ja irre – unser Torpedo kommt zurück
Ist ja irre – unser Torpedo kommt zurück ist kein offizieller Film aus der Carry-On-Filmreihe, jedoch sowohl inhaltlich als auch bei Stab und Besetzung erscheint er wie einer und kann diesen zugerechnet werden. Das Drehbuch basiert auf dem Theaterstück Something about a Sailor von Earle Couttie.

## Inhalt
Die Royal Navy testet neue Torpedos, jedoch haben diese einen Haken: Sie kommen zurück und versenken das Schiff, von dem sie abgeschossen wurden. Nachdem man mehrere Schiffe auf diese Art verloren hat, wird das Projekt an Kapitän Foster vergeben. Von seinem Schiff sollen die Arbeiten koordiniert werden und die Konstrukteurin der Torpedos, Agatha Potter, arbeiten. Dummerweise zerstört Blissworth, der linkische Stewart des Kapitäns, die Pläne. Eigentlich wollte er dort den Fehler, den er als Hobbybastler meinte gefunden zu haben, verbessern. Nun muss dringend Ersatz her, denn immerhin hat sich Admiral Sir Humphrey Pettigrew zu einem Besuch angesagt. Mit Hilfe von Fosters Tochter Ann wird eine Kopie des Planes beschafft und Blissworth bekommt seine Chance, um am Projekt mitzuwirken. Dann muss der Praxistest erfolgen…

## Bemerkungen
Ursprünglich sollte Ted Ray die Rolle von Sid James spielen, jedoch musste er wegen Terminschwierigkeiten absagen. James überzeugte und bekam daraufhin die feste Ensemblerolle, die eigentlich Ray zugedacht war und wurde einer der bedeutendsten und beliebtesten Stars der Reihe und der britischen Filmkomödie.
Der Film basiert auf dem Theaterstück Something About a Sailor von Earle Couttie.
In Deutschland machte man es sich leicht und brachte den Film unter dem Label Ist ja irre zusammen mit mehreren Carry-Ons… heraus.

## Synchronisation
Die deutsche Synchronbearbeitung entstand 1986 im Auftrag des ZDF unter der Dialogregie von Edgar Ott. Das Dialogbuch stammt von Gerda von Rüxleben.
| Rolle                          | Darsteller      | Synchronsprecher      |
| ------------------------------ | --------------- | --------------------- |
| Bill Fanshawe                  | Leslie Phillips | Hermann Ebeling       |
| Blissworth                     | Kenneth Connor  | Andreas Mannkopff     |
| Admiral Sir Humphrey Pettigrew | Noel Purcell    | Heinz Petruo          |
| Captain David Foster           | Eric Barker     | Lothar Blumhagen      |
| Agatha Potter                  | Hattie Jacques  | Marianne Groß         |
| Mundy                          | Sidney James    | Edgar Ott             |
| Ann Foster                     | Joan Sims       | Edeltraut Elsner      |
| Commander Phillips             | Ed Devereaux    | Hans-Werner Bussinger |
| Seemann                        | Victor Maddern  | Karl Schulz           |
| Kumpel in der Werft            | Spike Milligan  | Michael Nowka         |
| Kumpel in der Werft            | Eric Sykes      | Hans Nitschke         |
| Sergeant                       | David Lodge     | Helmut Krauss         |
| Flags                          | Robin Ray       | Joachim Tennstedt     |

## Kritiken
- „Marineklamotte. (…) nicht durchweg komisch, aber mit erheiternden Running Gags.“ (Wertung: 2 Sterne = durchschnittlich) – Adolf Heinzlmeier und Berndt Schulz in Lexikon „Filme im Fernsehen“ (Erweiterte Neuausgabe). Rasch und Röhring, Hamburg 1990, ISBN 3-89136-392-3, S. 410
- „Persiflage auf die Verhältnisse in der britischen Marine, mit Situationskomik und trockenem Humor inszeniert.“ – „Lexikon des internationalen Films“ (CD-ROM-Ausgabe), Systhema, München 1997

## Soundtrack
- Bruce Montgomery: Watch Your Stern. Suite. Auf: What a Carry On! Eric Rogers' & Bruce Montgomery's theme music of the great British Carry On film comedies. vocalion digital, Watford 2005, CDSA6810 – digitale Neueinspielung der Filmmusik in Auszügen durch das Royal Ballet Sinfonia unter der Leitung von Gavin Sutherland